# ベーグム・ロキヤ
ベーグム・ロキヤ・サカワット・ホセイン(Begum Rokeya Sakhawat Hossain、1880年12月19日 – 1932年12月9日)、通称ベーグム・ロキヤ(Begum Rokeya、ベーグムは社会的地位のある既婚女性の敬称)はベンガル人の作家、思想家、教育者、社会活動家、女権運動家である。ベンガルにおけるフェミニストのパイオニアと考えられている。長編小説、詩、短編小説、サイエンス・フィクション、諷刺文、論文、エッセイなど幅広く著作した。著作においては、男女は理性ある存在として平等に扱われるべきであり、女性が遅れをとっている主な理由は教育が受けられないことであると主張した。主著は女性の生活や思想を危険にさらすような極端なパルダを強く批判する『隔離された女性』(Abarodhbasini、1931)、女性が支配するレディ・ランドという場所を舞台にしたSF中編小説『サルタナの夢』(Sultana's Dream、1908)、同じくフェミニストユートピア小説である『蓮のエッセンス』(Padmarag、1924)、2巻本の論集である『粉真珠』(Motichur、1904-1922)などがある。
ロキヤは女子教育こそ女性解放に最も必要なものであると示唆し、コルカタにベンガルのムスリマの少女たちを主に対象とする最初の学校を作った。ロキヤは、娘たちを自分の学校にやってくれるよう、一軒一軒家を訪ねて両親を説得したという。敵意に満ちた批判やさまざまな社会的妨害にあっていたにもかかわらず、亡くなるまで学校を運営した。
1916年にロキヤは女子教育と女性の雇用のために戦う組織であるイスラーム女性協会を設立した。1926年にロキヤはコルカタで開かれたベンガル女性教育大会を主催したが、これは女性が教育を受ける権利を支援するため女性たちが団結した試みとしては最初の意義ある機会であった。ロキヤは1932年12月9日に亡くなるまで女性の進歩に関する議論や大会を行い、亡くなる少し前にはインド女性大会のセッションを主催していた。
バングラデシュでは12月9日を「ロキヤの日」として毎年その業績と遺産を顕彰している。この日にバングラデシュ政府は特筆すべき業績をあげた女性にベーグム・ロキヤ・パダクという賞も授与している。2004年にはロキヤがBBCの「歴史上の偉大なベンガル人」投票で第6位となった。

## 生涯

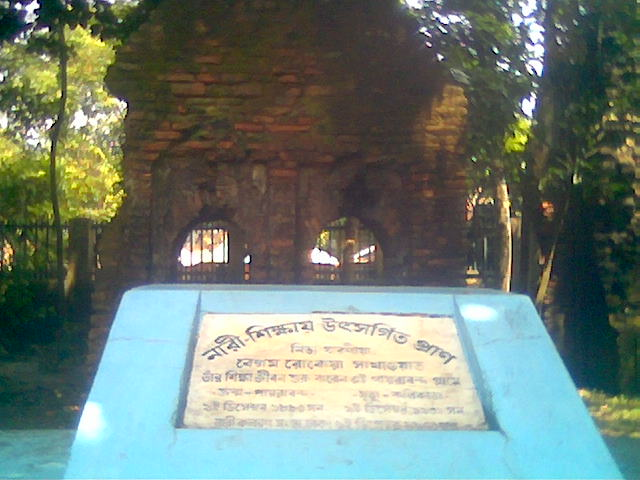
ベーグム・ロキヤの生まれた場所

ベーグム・ロキヤはロキヤ・ハトゥン(Rokeya Khatun)として1880年、当時はイギリス領インド帝国で今のバングラデュにあたるランプル、ミタプクールのパイラボンド(Pairabondh)村で生まれた。父のジャーヒルッディーン・ムハンマド・アブー・アリー・ハイダル・サベル(Jahiruddin Muhammad Abu Ali Haidar Saber)は高い教育を受けたザミーンダール(地主)で4回結婚していた。ラハトゥネッサ(Rahatunnessa)との結婚によりロキヤが生まれた。姉妹が2人、兄弟が3人いたが、ひとりは子どものうちに亡くなった。ロキヤの人生は長兄イブラーヒーム・サベル(Ibrahim Saber)とすぐ上の姉カリムネッサ(Karimunnesa)の2人から大きな影響を受けた。カリムネッサはベンガルの多数派言語であるベンガル語を学びたいと考えた。当時、多くの上流階級に属するムスリムは現地語であるベンガル語ではなくアラビア語やペルシア語での教育を好んでいたため、家族はこれを嫌がった。イブラーヒームは英語とベンガル語をロキヤとカリムネッサに教え、この2人の姉妹はどちらも作家になった。
カリムネッサは14歳で結婚し、のちに詩人として評価されるようになった。カリムネッサの息子であるナワーブ・アブドゥル・キャリーム・ガズナウィー(Nawab Abdul Karim Gaznawi)とナワーブ・アブドゥル・ハリーム・ガズナウィー(Nawab Abdul Halim Gaznawi)はどちらも政治の世界で有名になり、英国支配下で高官(ナワーブ)となった。
ロキヤは1898年に16歳で結婚した。夫のハーン・バハードゥル・サカワット・ホサイン(Khan Bahadur Sakhawat Hussain)はウルドゥー語話者で、バーガルプルの副長官であり、この地域は今ではインドのビハール州にあたる。夫は以前に結婚したことがあったが死別しており、20歳以上も年上であった。サカワットはイングランド王立農業協会メンバーであった。サカワットは温和でリベラルな考え方の人物で女子教育に強い関心があったため、ロキヤに兄から教えられていたベンガル語と英語の勉強を続けるようすすめた。サカワットはロキヤに書き物もすすめ、夫のアドバイスでロキヤは大衆の言語であることを理由に文学作品を書く主要言語としてベンガル語を採用した。ロキヤは1902年に『渇き』（Pipasa)というタイトルのエッセイを発表して作家としてのキャリアを始めた。『粉真珠』(Motichur、1904、第一巻)や『サルタナの夢』(Sultana's Dream、1908)も夫の生前に刊行されている。
1909年にサカワットが亡くなった。サカワットは妻ロキヤにムスリム女性を主な対象とする学校をはじめるよう貯蓄をすすめていた。夫の死後5か月たって、ロキヤは愛する亡き夫をしのんで高校を建て、サカワット記念女子高等学校と命名した。伝統的にはウルドゥー語使用地域であったバーガルプルでたった5人の生徒とともに始めた学校であった。夫の家族と遺産をめぐって争いがおきたため、1911年に学校はベンガル語使用地域であるコルカタに移転せざるを得なくなった。現在もこの学校はこの街で最も人気のある女子校のひとつで、今は西ベンガル州政府が運営している。

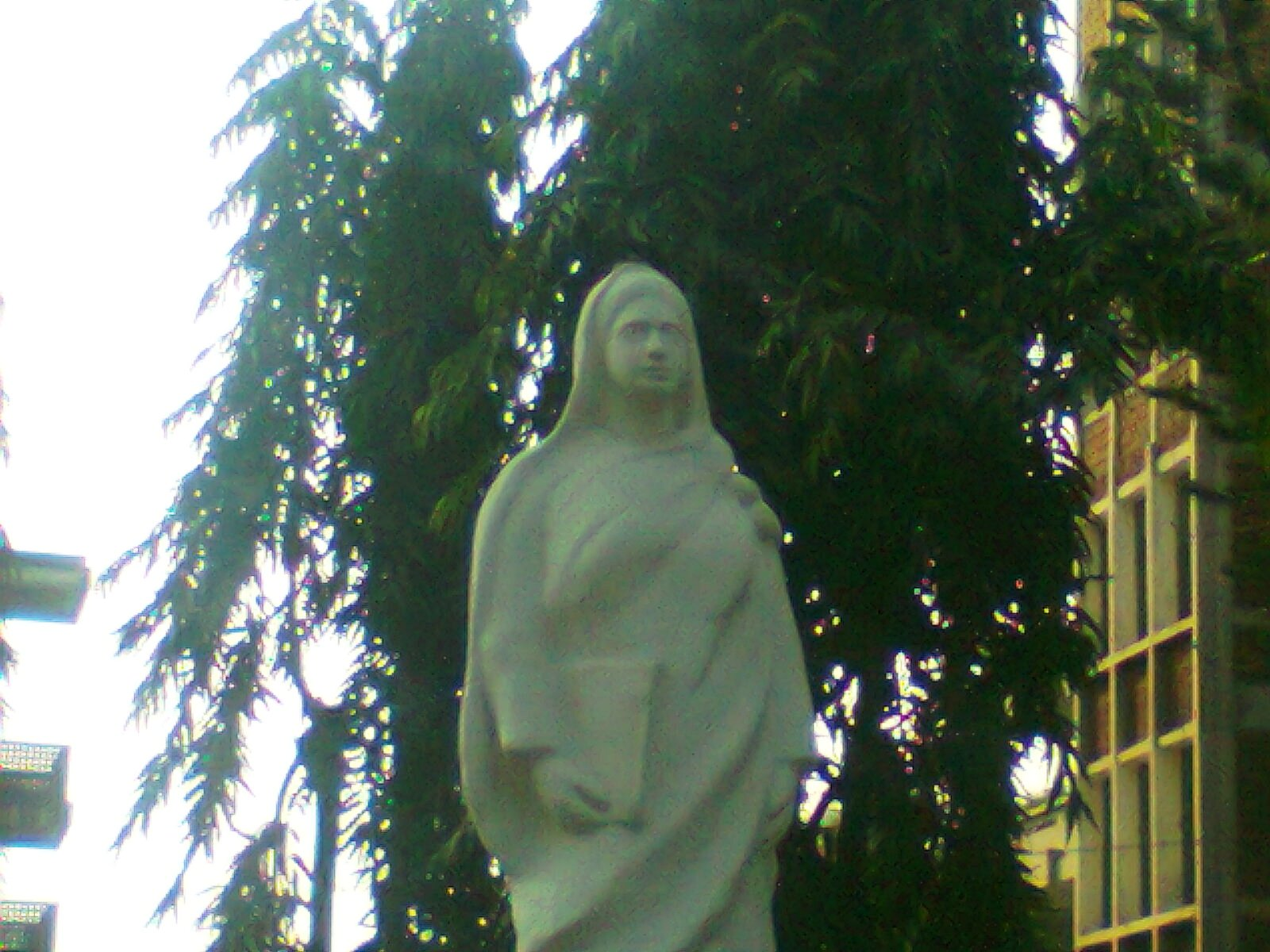
ダッカ大学のロキヤホールにあるベーグム・ロキヤの像

ロキヤはイスラーム女性協会も設立したが、これは女子の地位と教育に関する議論や大会を活発に行う組織であった。ロキヤはとくに女性のための改革を唱え、主に偏狭さと極端な保守主義のせいで英領インドのムスリムの発展が比較的遅れてしまっていると信じていた。ロキヤは最初のイスラームフェミニストのひとりと言えるであろう。ロキヤはクルアーンに明確に述べられている伝統的なイスラームの教えから多くを得ており、当時のイスラームは歪められ堕落していると信じていた。イスラーム女性協会は、ロキヤの考えでは失われてしまっている当初のイスラームの教えにもとづく社会改革のためのイベントを多数組織した。
ロキヤは生涯を通じて学校、協会、著作の仕事で多忙であり続けた。1932年12月9日、52歳の誕生日に心血管疾患で亡くなった。バングラデシュでは12月9日がロキヤの日として記念されている。
ソデプールにあるロキヤの墓は歴史家アマデンドゥ・デー(Amalendu De)の働きにより再発見された。

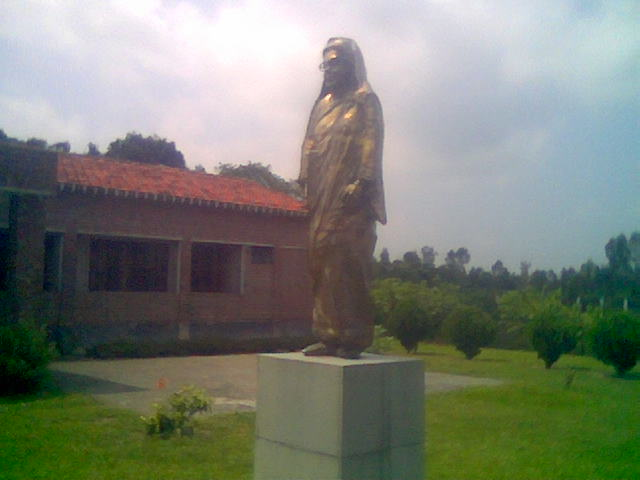
ベーグム・ロキヤ・メモリアル・センターにあるベーグム・ロキヤの像

## 著作
- Pipasha (『渇き』、1902)。
- Motichur (『粉真珠』、第一巻は1904年、第二巻は1922年)。第二巻には「太陽系」"Saurajagat"、「デリシア殺し」("Delicia Hatya"、マリー・コレリの作品の翻訳)、「知識の果実」("Jvan-phal")、「女性の創造」("Nari-Sristi")、「看護婦ネリー」、「解放の果実」("Mukti-phal")などをはじめとする物語やおとぎ話が入っている。
- Sultana's Dream (『サルタナの夢』、1908年)。注目すべき初期のフェミニストSFであり、男女の役割が逆転したユートピアを描いている。 のちにSultanar Swopnoとして翻訳された[12]。
- Padmarag (『蓮のエッセンス』、1924年)。フェミニストユートピア小説である。
- 'Abarodhbasini' (『隔離された女性』、 1931年)
- Boligarto (短編).
- Narir Adhikar (『女性の権利』)。イスラーム女性協会向けに書かれた未完のエッセイである。
- God Gives, Man Robs （『神が与え、男が盗む』、1927年)。2002年にGod Gives, Man Robs and Other Writings （Dhaka, Narigrantha Prabartana, 2002)として最刊行された。
- Education Ideals for the Modern Indian Girl (『現代イスラームの若き女性のための教育の理想』、1931年)。2006年にRokeya Rachanabali, Abdul Quadir, ed., (Dhaka, Bangla Academy, 2006)として再版された。

ベーグム・ロキヤは多くのジャンルにわたり、短編小説、詩、エッセイ、長編小説、風刺文学などを書き、創造性、ロジック、ひねったユーモアのセンスを特徴とする特異な文学的スタイルを発展させた。Saogat, Mahammadi, Nabaprabha, Mahila, Bharatmahila, Al-Eslam, Nawroz, Mahe-Nao, Bangiya Mussalman Sahitya Patrika, The Mussalman, Indian Ladies Magazineなどに定期的に寄稿していた。著作においては、女性に対して不正に抗い、差別を行う社会的障壁を壊すよう呼びかけている。

## 顕彰
- バングラデシュでは毎年12月9日に誕生日と命日を記念してベーグム・ロキヤの日が祝われている[13]。
- ベーグム・ロキヤ・メモリアル・センターはバングラデシュのパイラボンドにある学術文化センターである。
- バングラデシュ政府が支援する公立大学ベーグム・ロキヤ大学がある。
- 特別な業績をあげた女性に授与されるバングラデシュの国民栄誉賞であるベーグム・ロキヤ・パダクがある。
- ダッカ大学で一番大きい女子寮はロキヤホールという名前である。